# 群馬県道296号八斗島境線
群馬県道296号八斗島境線（ぐんまけんどう296ごう やったじまさかいせん）は、群馬県伊勢崎市八斗島町から同市境萩原に至る県道である。

## 路線データ
- 起点：伊勢崎市八斗島町803番の2[1]（国道462号交点〈坂東大橋北交差点〉）
- 終点：伊勢崎市境萩原1775番[注釈 1]（群馬県道14号伊勢崎深谷線交点〈境萩原交差点〉）

## 歴史
- 1959年（昭和34年）9月18日：群馬県より現・道路法に基づき、県道八斗島境線（伊勢崎市八斗島町 - 佐波郡境町、整理番号204）が路線認定される[2]。
  - 同日、前身路線の一部にあたる県道駒形本庄線（勢多郡城南村 - 伊勢崎市長沼町〈埼玉県界〉、整理番号140）が路線廃止される[3]。

## 重複区間
- 群馬県道142号綿貫篠塚線（伊勢崎市下蓮町〈下蓮町交差点〉 - 同市境〈終点・境萩原交差点〉）

## 交差する道路
- 国道462号・群馬県道18号伊勢崎本庄線（伊勢崎市八斗島町〈坂東大橋北交差点〉）
- 群馬県道142号綿貫篠塚線・群馬県道295号境島村今泉線（伊勢崎市下蓮町〈下蓮町交差点〉）
- 群馬県道14号伊勢崎深谷線（伊勢崎市境萩原〈境萩原交差点〉）